# Psyttalia nilotica
Psyttalia nilotica är en stekelart som först beskrevs av Otto Schmiedeknecht 1900.  Psyttalia nilotica ingår i släktet Psyttalia och familjen bracksteklar. Inga underarter finns listade i Catalogue of Life.